# Allium oleraceum
Allium oleraceum là một loài thực vật có hoa trong họ Amaryllidaceae. Loài này được Carolus Linnaeus mô tả khoa học đầu tiên năm 1753.

## Hình ảnh

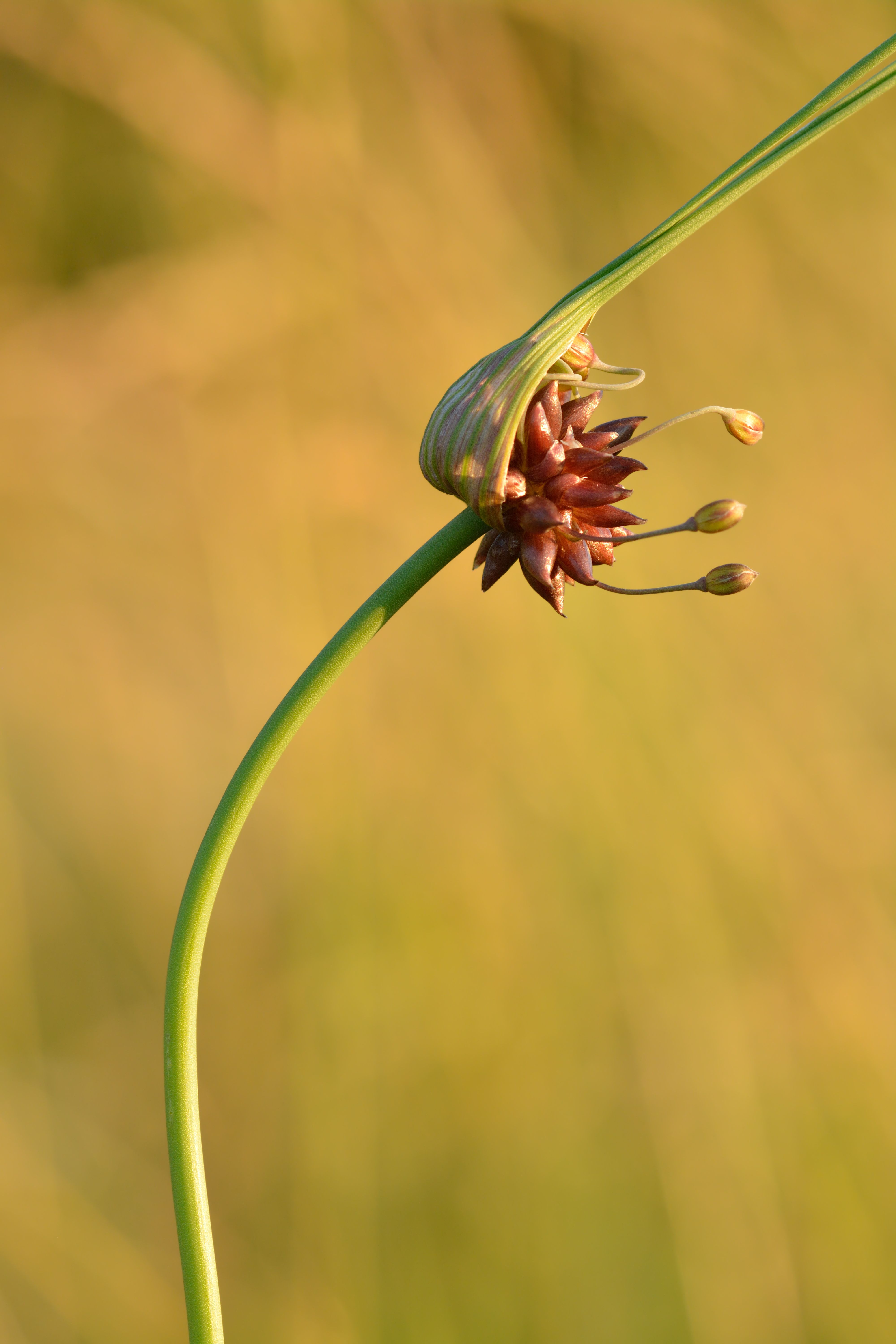
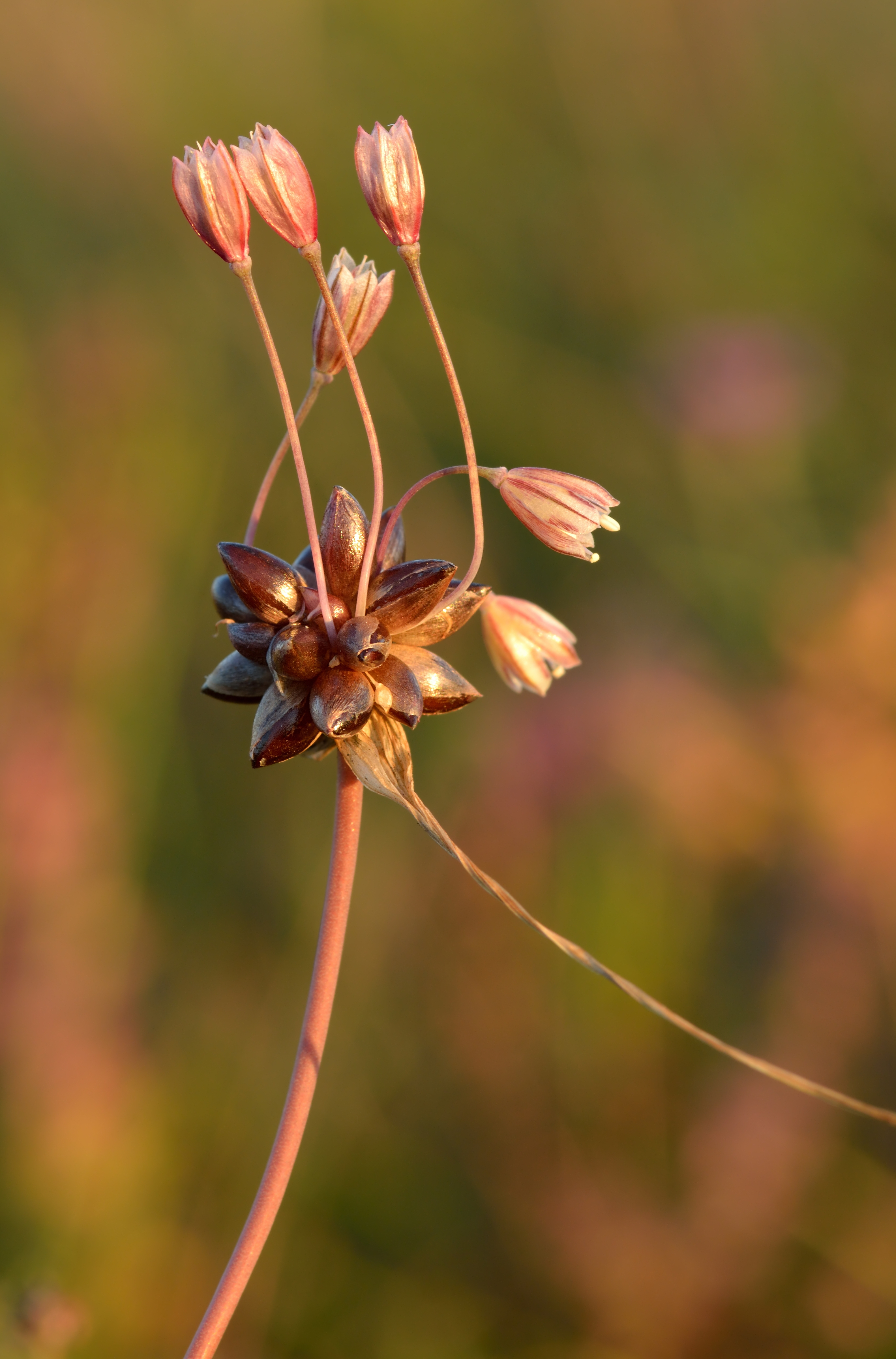
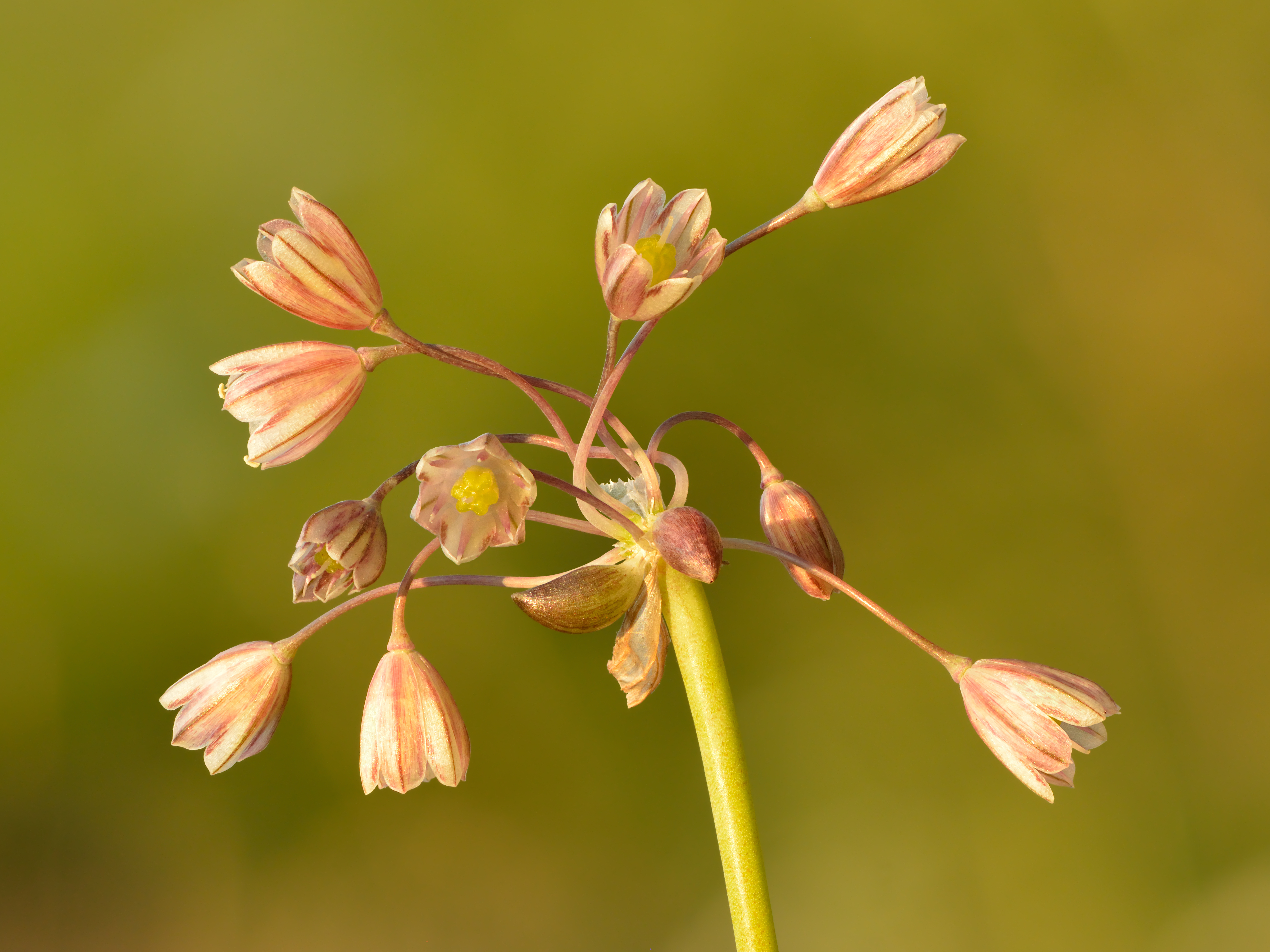
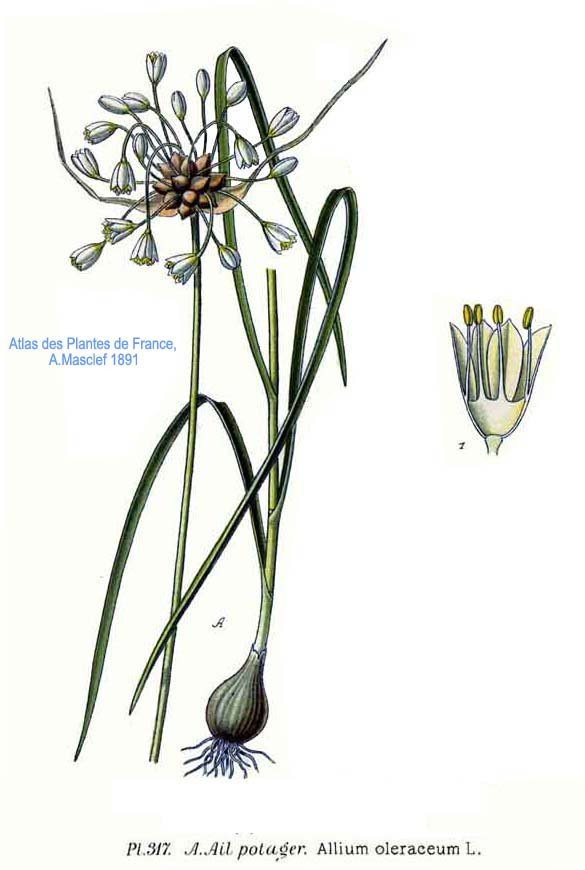
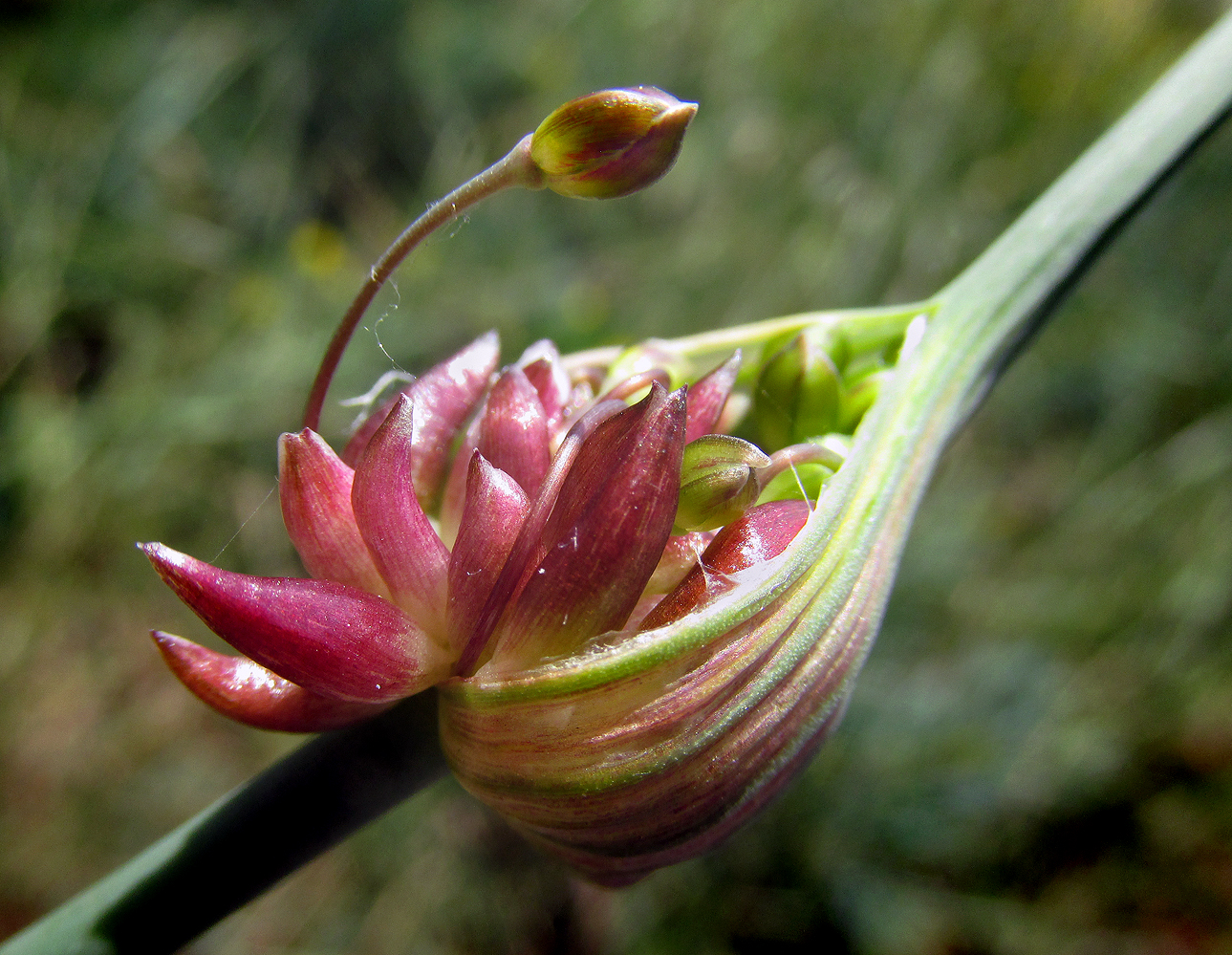